# Kampao
Kampao is een bestuurslaag in het regentschap Bangkalan van de provincie Oost-Java, Indonesië. Kampao telt 920 inwoners (volkstelling 2010).